# Li Xiaoqin
Li Xiaoqin (kinesiska: 李 曉勤), född den 7 december 1961 i Hunan, Kina, är en kinesisk basketspelare som var med och tog OS-brons 1984 i Los Angeles. Hon deltog även i OS-dambasketen 1988 i Seoul.